# جوائز الشرق الأوسط للموسيقى
جوائز الشرق الأوسط للموسيقى أو جوائز ميدل إيست ميوزك أورد المعروفة ب الميما (بالإنجليزية: Middle East Music Awards)‏ تم تأسيسها في 19 يوليو عام 2008 هي إحدى الجوائز السنوية التي تنظمها مجلة «دير جيست» للاحتفال وتكريم صناع الموسيقى ونجوم الفن في الشرق الأوسط والوطن العربى.

## الجوائز

### جوائز الفنانين
- جائزة أفضل مطرب
- جائزة أفضل مطربة
- جائزة أفضل مطرب شاب
- جائزة أفضل مطربة شابة
- جائزة أفضل مطرب صاعد
- جائزة أفضل مطربة صاعدة
- جائزة أفضل فنانة موهوبة
- جائزة أفضل فنان موهوب
- جائزة أفضل  أغنية وطنيّة منفردة
- جائزة أفضل فنانة عربية
- جائزة أفضل فنان عربي
- جائزة أفضل أغنية
- جائزة أفضل أغنية منفردة
- جائزة أفضل فيديو كليب
- جائزة أفضل مطرب شعبي
- جائزة أفضل مطربة شعبية
- جائزة التشجيع
- جائزة أفضل ديو أغنية
- جائزة أفضل فريق موسيقي
- جائزة الشرف
- جائزة أفضل دي جيه
- جائزة أفضل ألبوم
- جائزة أفضل أغنية مسلسلات

### جوائز الطاقم الفني
- جائزة أفضل مخرج كليبات
- جائزة أفضل ملحن
- جائزة أفضل منتج
- جائزة أفضل شركة إنتاج
- جائزة أفضل مخرج
- جائزة أفضل مدير أعمال
- جائزة أفضل شاعر
- جائزة أفضل موزّع
- جائزة أفضل مهندس صوت
- جائزة أفضل منظّم حفلات
- جائزة أفضل قناة موسيقيّة
- جائزة أفضل إذاعة
- جائزة أفضل مستشار فني

## الأكثر تتويجا
- سميرة سعيد
- محمد حماقي
- تامر حسني